# 79996 Vittoria
79996 Vittoria este o planetă minoră (asteroid) din centura de asteroizi. A fost descoperită pe 23 martie 1999 la osservatorio San Vittore⁠(d) de osservatorio San Vittore⁠(d). 
Obiectul prezintă o orbită caracterizată de o semiaxă mare de 2,899621742851 UAi, o excentricitate de 0,029063217621706, o înclinație de 0,77732586062281 ° în raport cu ecliptica.